# The Cold Feet Getaway
The Cold Feet Getaway è un cortometraggio muto del 1916 diretto da C. Jay Williams.

## Produzione
Il film fu prodotto dalla Vitagraph Company of America.

## Distribuzione
Distribuito dalla General Film Company, il film - un cortometraggio in una bobina - uscì nelle sale cinematografiche statunitensi il 24 gennaio 1916.